# Giro de Lombardía 1990
El Giro de Lombardía 1990, la 84.ª edición de esta clásica ciclista, se disputó el 20 de octubre de 1990, con un recorrido de 246 km con principio y final en Monza. El francés Gilles Delion consiguió imponerse en la línea de llegada.  El suizo Pascal Richard y el francés Charly Mottet acabaron segundo y tercero respectivamente.

## Clasificación final
| Posición | Ciclista           | Equipo               | Tiempo     |
| -------- | ------------------ | -------------------- | ---------- |
| 1        | Gilles Delion      | Helvetia-La Suisse   | 6h 11' 45" |
| 2        | Pascal Richard     | Helvetia-La Suisse   | m. t.      |
| 3        | Charly Mottet      | R.M.O.-Mavic         | m. t.      |
| 4        | Robert Millar      | Z                    | m. t.      |
| 5        | Federico Echave    | CLAS-Cajastur        | m. t.      |
| 6        | Claude Criquielion | Lotto-Super Club     | + 3' 35"   |
| 7        | Leonardo Sierra    | Selle Italia-Eurocar | m. t.      |
| 8        | Marino Lejarreta   | ONCE                 | + 3' 38"   |
| 9        | Thomas Wegmüller   | Weinmann-Smm Uster   | + 3' 56"   |
| 10       | Sean Kelly         | PDM-Ultima-Concorde  | + 4' 06"   |